# Нагуевичи
Нагуевичи (укр. Нагуєвичі) — село в Дрогобычской городской общине Дрогобычского района Львовской области Украины.
Население по переписи 2001 года составляло 2518 человек. Занимает площадь 28,711 км². Почтовый индекс — 82126. Телефонный код — 3244.

## История
С 1952 по 2009 г. носило название село Ивана Франко
Родина украинского писателя, поэта, беллетриста, учёного, публициста Ивана Франко (1856—1916).